# 綠皮書
綠皮書（Green Paper）是政府就某一重要政策或議題而正式發表的諮詢文件，起源於英美政府。因為報告書的封面是綠色，所以被稱為綠皮書。
綠皮書被視為政府對國民徵詢意見的一種手段。在英聯邦國家或曾被英國統治的地方（例如香港），政府在準備推行重要政策前通常會先發表綠皮書收集市民意見，經過修訂後再發表白皮書作出最後公佈。